# Le Grand-Lucé

Le Grand-Lucé este o comună în departamentul Sarthe, Franța. În 2009 avea o populație de 2,053 de locuitori.